# Zdena Salivarová
Zdena Salivarová (verheiratete Škvorecká, * 21. Oktober 1933 in Prag) ist eine tschechisch-kanadische Schauspielerin, Sängerin, Schriftstellerin und Verlegerin. Sie lebt in Toronto, Kanada.

## Leben
Sie wurde 1933 als Tochter des Prager Buchhändlers und Verlegers Jaroslav Salivar (1902–1969) geboren. Der Vater wurde 1949 verhaftet und emigrierte nach seiner Freilassung 1950 in die USA. Zdena Salivarová legte 1952 in Prag das Abitur ab. 1958 heiratete sie den Schriftsteller Josef Škvorecký. 
Salivarová war 1952–1962 Mitglied des staatlichen tschechoslowakischen Gesang- und Tanzensembles und hatte daneben 1959–1961 ein Engagement als Sängerin und Schauspielerin an der Prager Laterna Magika. 1962–1965 gehörte sie zum Ensemble des Kabaretts Paravan. 1965–1968 studierte sie Dramaturgie an der Prager Filmhochschule FAMU und wirkte in einigen Filmproduktionen mit. 1969 verließ sie zusammen mit ihrem Ehemann die Tschechoslowakei und emigrierte über die USA nach Kanada, wo sie seitdem lebt. 
1971 gründete das Ehepaar Škvorecký in Toronto den Exilverlag 68 Publishers, den Salivarová bis zu dessen Auflösung 1993 leitete. Der Verlag war in den 1970er und 1980er Jahren eine der bekanntesten Adressen für tschechoslowakische Exil- und Samizdat-Literatur. Von 1971 bis 1975 gaben Zdena Salivarová und Josef Škvorecký auch die Kulturzeitschrift Parabola heraus. Wegen ihrer publizistischen Aktivität wurde Salivarová 1978 die tschechoslowakische Staatsbürgerschaft aberkannt. 1990 erhielt sie für ebendiese Aktivität den Orden des Weißen Löwen der Tschechischen Republik. 1992 verlieh ihr die University of Toronto die Ehrendoktorwürde.

## Literarisches Werk
Literarisch debütierte Zdena Salivarová zu Beginn der 1960er Jahre mit Kurzgeschichten, die in den Zeitschriften Host do domu und Plamen erschienen. Sie schrieb neben einer Reihe von Kurzgeschichten, Novellen und Erzählungen zwei autobiographische Romane (Honzlová, 1972, auf Deutsch Ein Sommer in Prag, 2024, und Hnůj země, 1994). 1993 gab sie als letzte Publikation des Verlags 68 Publishers die Anthologie Osočení heraus, eine Sammlung von Briefen, deren Autoren der Zusammenarbeit mit der tschechoslowakischen Staatssicherheit beschuldigt wurden. Auch Salivarová selbst fand ihren Namen in den umstrittenen und offenbar manipulierten Informanten-Listen verzeichnet, die 1993 von Petr Cibulka veröffentlicht worden waren. Ende der 1990er Jahre arbeitete die Autorin zusammen mit Josef Škvorecký an einer Serie von Detektiv-Romanen.